# Homosexualität in Finnland

Geografische Lage von Finnland

Der Staat Finnland wird bezüglich seiner Auffassung zum Thema Homosexualität als liberaler Staat Europas bewertet. Die Ehe ist seit März 2017 auch für homosexuelle Partner zugänglich. Die eingetragene Partnerschaft in Finnland gab es für gleichgeschlechtliche Paare bereits seit 2002.

## Legalität
Homosexualität wurde 1971 legalisiert. Das Schutzalter ist angeglichen.

## Antidiskriminierungsgesetze
Seit 1995 ist die Diskriminierung aufgrund sexueller Orientierung gesetzlich verboten. Homosexuelle Personen werden nicht vom Militärdienst ausgeschlossen.

## Gleichgeschlechtliche Partnerschaften und Ehe
Seit 2002 ist es für gleichgeschlechtliche Paare möglich, ihre Partnerschaft anerkennen zu lassen. Eingetragene Partnerschaften wurden gesetzlich erlaubt. Am 8. März 2002 heirateten die ersten gleichgeschlechtlichen Paare in Finnland. Lesbischen Paaren und Frauen ist seit 2006 der Weg zur Insemination eröffnet. Im Mai 2009 ermöglichte ein weiteres Gesetz die Adoption der Kinder des Partners.
Im Juli 2010 kündigte die finnische Justizministerin Tuija Brax an, ebenso wie Island, Norwegen und Schweden die Ehe für gleichgeschlechtliche Paare öffnen zu wollen. Im März 2012 wurde ein entsprechender Gesetzesentwurf im Parlament eingebracht.
Eine Abstimmung darüber scheiterte im Februar 2013 knapp.
 Eine weitere Abstimmung im Plenum zur Legalisierung der gleichgeschlechtlichen Ehe gab es am 28. November 2014, bei der das finnische Parlament mit 105 zu 92 Stimmen den Vorschlag einer Bürgerinitiative annahm und sich für die Einführung der gleichgeschlechtlichen Ehe aussprach. In einer weiteren Abstimmung im finnischen Parlament am 17. Februar 2017 wurde erneut die Eheöffnung inklusive eines gemeinschaftlichen Adoptionsrechts zum 1. März 2017 mit 120 zu 48 Stimmen bei zwei Enthaltungen befürwortet. Die Gesetzesänderung trat am 1. März 2017 in Kraft.

## Gesellschaftliche Situation

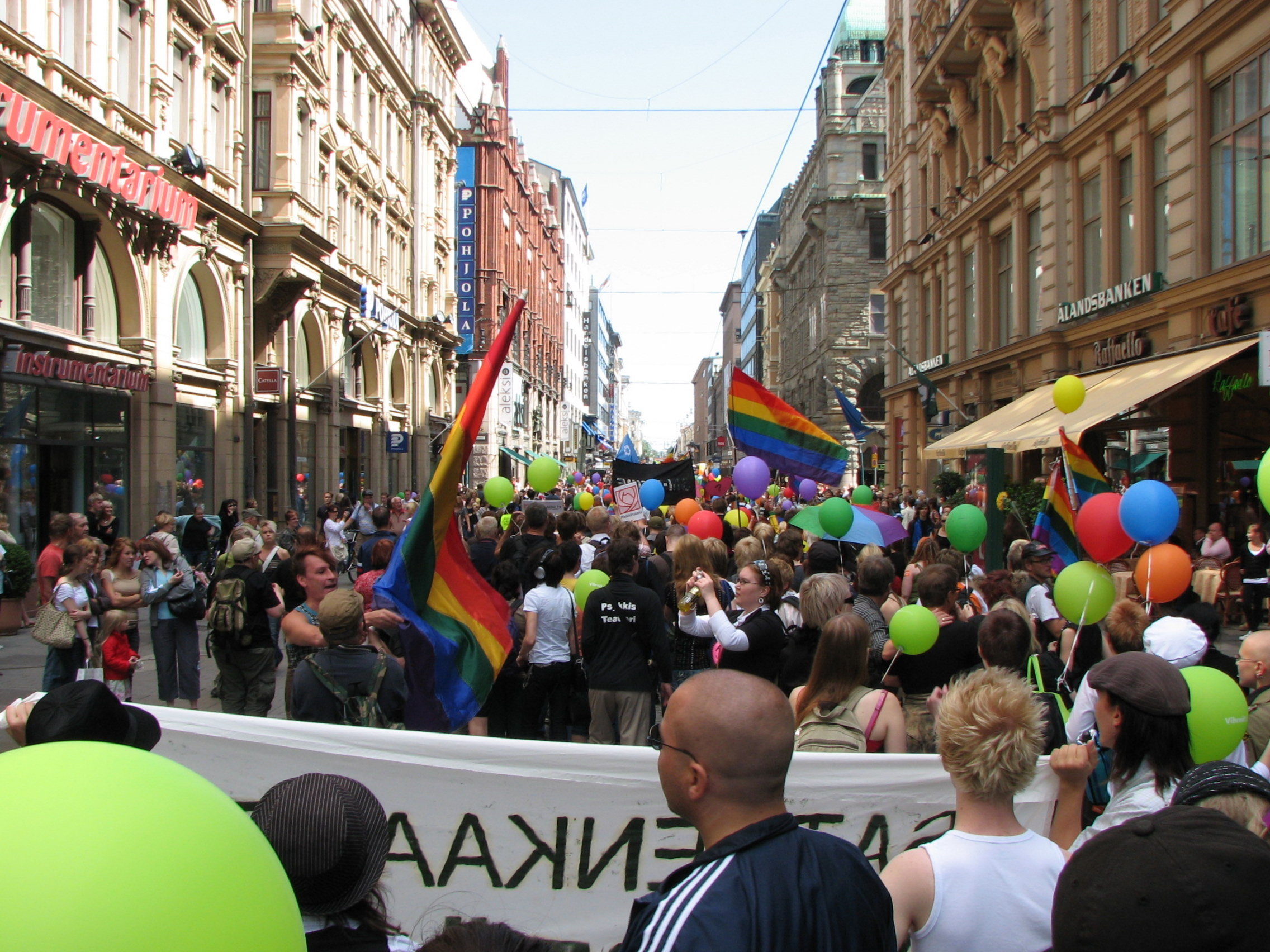
Helsinki Pride 2007

Eine Eurobarometer-Umfrage in allen Mitgliedstaaten der EU vom Dezember 2006 zeigte, dass Finnland zu den aufgeschlossenen Ländern der EU gegenüber den Rechten von Schwulen und Lesben gehört. 45 % der Finnen befürworten die gleichgeschlechtliche Ehe. Eine homosexuelle Gemeinschaft findet sich vorrangig in der Hauptstadt Helsinki. Jährlich findet in Helsinki ein Christopher Street Day statt.
Im September 2009 stellte die einzige finnische Schwulenzeitschrift Voltti des Akilles-Verlags aus finanziellen Gründen zumindest vorläufig ihr Erscheinen ein, nachdem sie im selben Jahr noch vom finnischen Verband der Zeitschriftenredakteure mit dem Salli-Journalistenpreis als Anerkennung für den hohen Anspruch ihres Konzepts und die Qualität der Umsetzung ausgezeichnet worden war. Damit erscheint erstmals seit 40 Jahren keine LGBT-thematische finnische Zeitschrift.
Der Bischof des Bistums Tampere Matti Repo und die Politikerin Päivi Räsänen äußerten im Jahr 2010 ihre Ablehnung gegenüber Homosexuellen in einer Fernsehsendung, was zu einem außergewöhnlichen Anstieg von Kirchenaustritten führte. Der Erzbischof des Erzbistums Turku Kari Mäkinen entschuldigte sich 2014 uneingeschränkt für eine „grausame Behandlung“ Homosexueller und anderer sexueller Minderheiten durch die Kirche.